# Vítor Meira

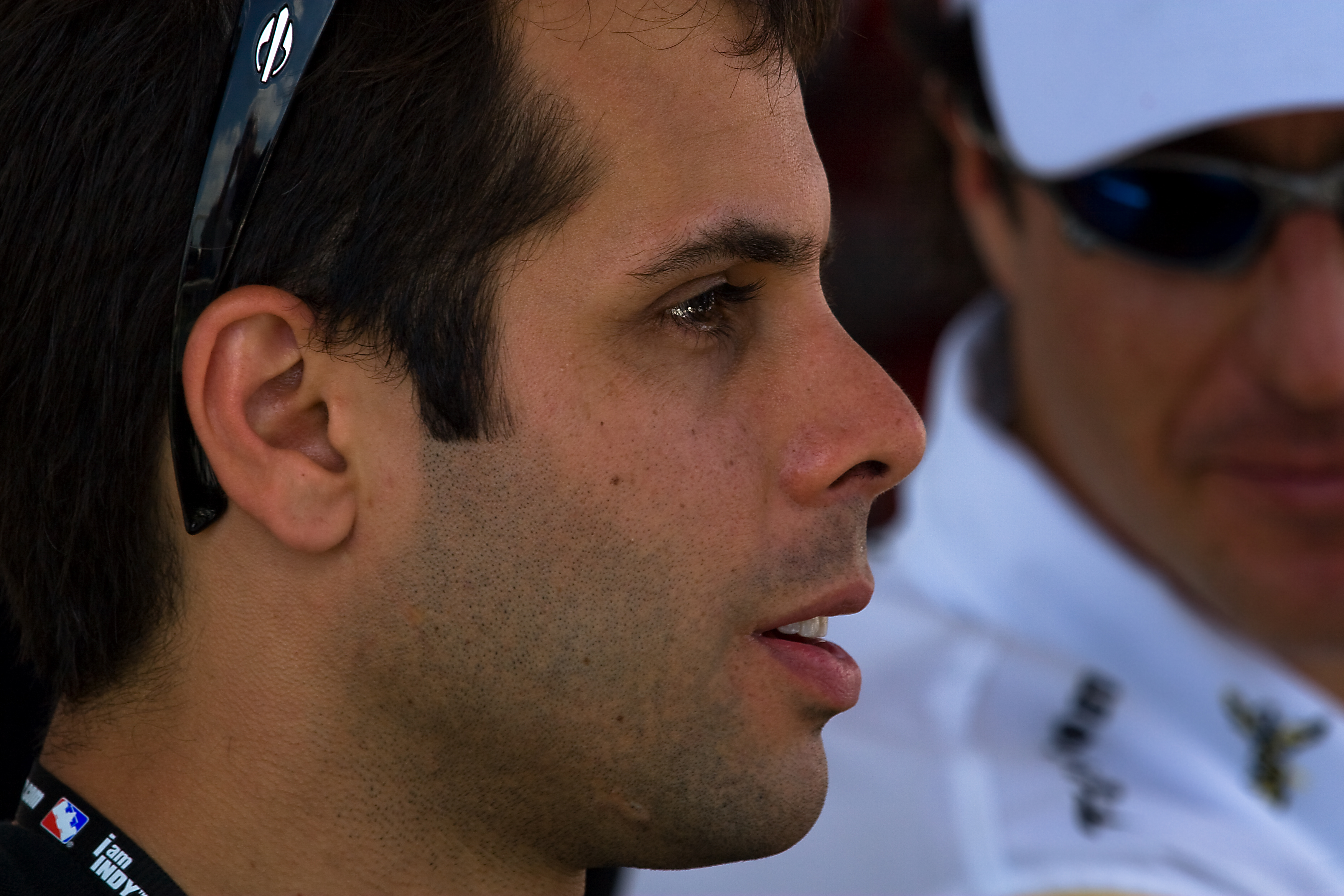
Vítor Meira 2008

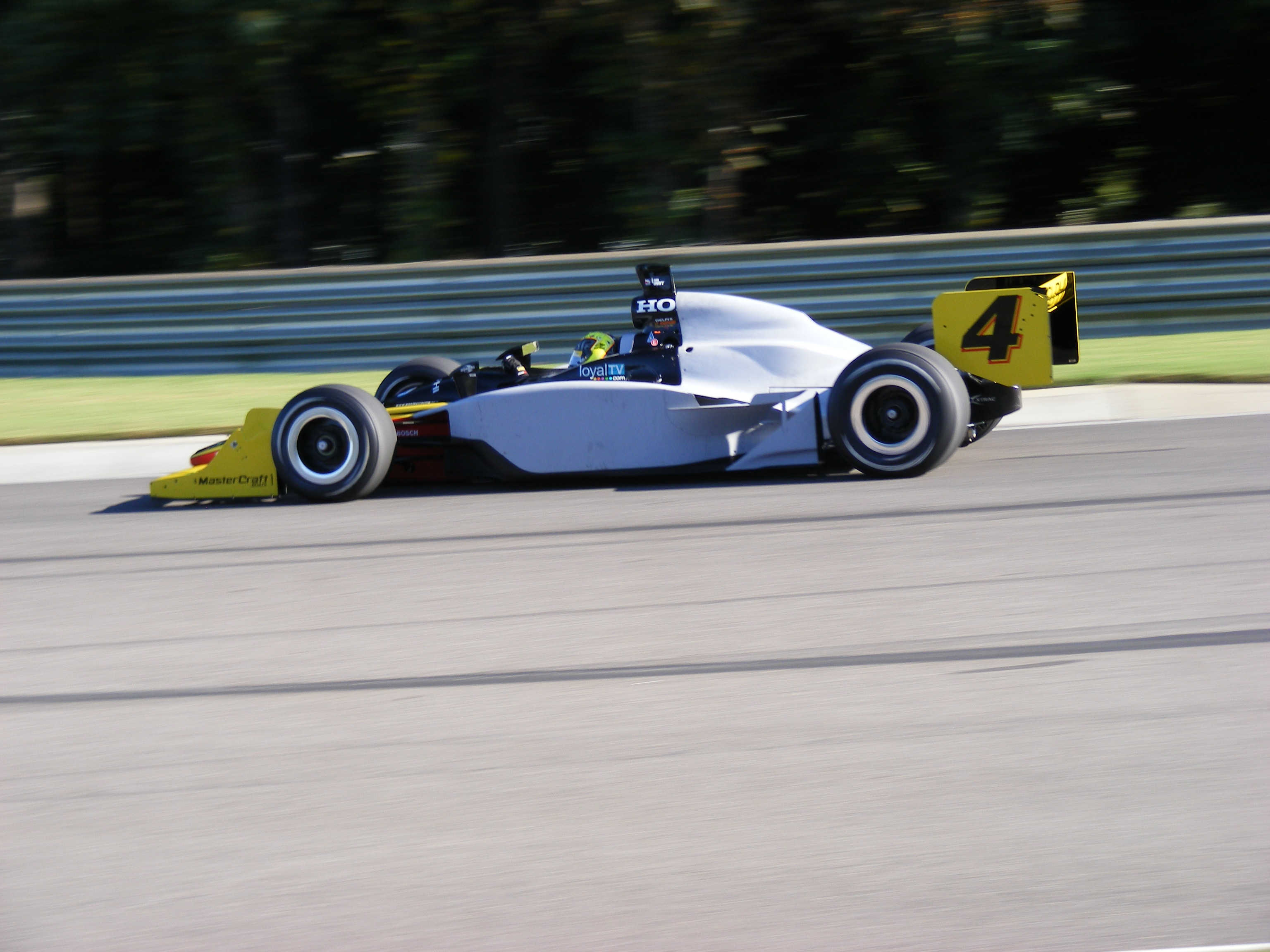
Vitor Meira bei Testfahrten zur Saison 2008

Vítor Meira (* 27. März 1977 in Brasília, Brasilien) ist ein brasilianischer Automobilrennfahrer. 2000 wurde er südamerikanischer Formel-3-Meister. Er fuhr von 2002 bis 2011 in der IndyCar Series, wo er ab 2009 bei A. J. Foyt Enterprises unter Vertrag stand. Seine beste Gesamtplatzierung erreichte er 2006, als er den fünften Rang belegte. Er startete ab 2012 in der Stock Car Brasil.

## Karriere
Meira begann seine Motorsportkarriere 1990 im Kartsport, in dem er bis 1995 aktiv war. Auch im weiteren Verlauf seiner Karriere nahm er immer wieder an Kartrennen teil. 1995 gab er sein Debüt im Formelsport und wurde auf Anhieb Meister der britischen Formel-Ford-Wintermeisterschaft. Anschließend wurde er 1996 Vierter und 1997 Sechster in der regulären britischen Formel Ford. 1998 wechselte er in die britische Formel Renault und beendete die Saison auf dem vierten Platz.
1999 kehrte Meira nach Südamerika zurück und wurde mit zwei Siegen Sechster der südamerikanischen Formel-3-Meisterschaft. 2000 blieb er in dieser Meisterschaft und sicherte sich mit 8 Siegen aus 18 Rennen den Meistertitel vor João Paulo de Oliveira. Nachdem er an einem Rennen der südamerikanischen Formel-3-Meisterschaft teilgenommen hatte, konzentrierte er sich 2001 auf sein Engagement in der Euro Formel 3000. Während sein Landsmann Felipe Massa den Meistertitel gewann, wurde Meira mit einem zweiten Platz als bestes Resultat Fünfter in der Gesamtwertung. Außerdem trat Meira 2001 zu einem Rennen der südamerikanischen Formel-3-Meisterschaft an und wurde Fünfter in der Federal-Wertung der italienischen Formel 3. 2002 nahm er an den ersten drei Rennen der Euro Formel 3000 teil, erzielte aber keine Punkte.
Nachdem Meira für Panther Racing in Fort Worth Testfahrten in der Indy Racing League absolviert hatte, ersetzte er für die letzten vier Rennen der Saison 2002 Mark Dismore im Team Menard. Beim Saisonabschluss in Fort Worth holte Meira zunächst die Pole-Position und beendete das Rennen auf dem dritten Platz. In der Gesamtwertung wurde er 25. 2003 blieb Meira beim Team Menard in der inzwischen in IndyCar Series umbenannten Meisterschaft. Er startete bei zehn der 16 Rennen und erzielte sein bestes Ergebnis, einen vierten Platz, erneut in Fort Worth. Am Ende der Saison belegte er den 22. Gesamtrang.
Nachdem das Team Menard mit Panther Racing fusioniert war, wechselte Meira zum dritten Rennen der Saison 2004 zu Rahal Letterman Racing. Er beendete einige Rennen unter den besten zehn Piloten und erzielte seine besten Resultate bei den Rennen in Richmond und Kansas City, die er auf dem zweiten Platz beendete. Am Ende der Saison belegte er den achten Gesamtrang. 2005 blieb Meira bei Rahal Letterman Racing. Beim prestigeträchtigen Indianapolis 500 wurde er hinter Dan Wheldon Zweiter. Mit einem weiteren zweiten Platz in Sparta beendete er die Saison auf dem siebten Platz in der Fahrerwertung.
2006 wechselte Meira zu Panther Racing. Er beendete jedes Rennen, bei dem er ins Ziel kam, unter den besten zehn Piloten und stand insgesamt sechsmal auf dem Podest. Ein Sieg blieb ihm allerdings erneut verwehrt und drei zweite Plätze waren seine besten Resultate. In der Gesamtwertung verbesserte er sich auf den fünften Gesamtrang und musste sich nur den Piloten Penske- und Ganassi-Piloten geschlagen geben. Darüber hinaus nahm er an einem Rennen der American Le Mans Series (ALMS) teil und erzielte eine Podest-Platzierung in der LMP1-Kategorie. 2007 knüpfte Meira nicht mehr an die Erfolge aus der Vorsaison an und ein vierter Platz beim Saisonauftakt blieb sein bestes Resultat. Am Ende belegte den zwölften Platz in der Meisterschaft. Außerdem absolvierte er zwei Rennen in der A1GP-Serie sowie ein Rennen in der ALMS. 2008 bestritt er seine dritte Saison für Panther Racing. Ein zweiter Platz beim Indianapolis 500 war seine einzige Podest-Platzierung in der Saison, die er auf dem 13. Gesamtrang beendete. Bereits beim letzten Rennen in Surfers Paradise, bei dem es keine Punkte gab, wechselte Meira vorzeitig zu A. J. Foyt Enterprises, wo er Darren Manning ersetzte. Außerdem nahm Meira 2008 an einem Rennen der Rolex Sports Car Series teil.
2009 sollte Meira die komplette Saison für A. J. Foyt Enterprises bestreiten, allerdings verletzte er sich bereits beim vierten Rennen in Indianapolis so schwer, dass er die restliche Saison nicht mehr absolvieren konnte. Nachdem Meira zunächst ein Feuer in der Boxengasse unverletzt überstanden hatte, kollidierte er mit seinem Landsmann Raphael Matos und brach sich dabei die Lendenwirbel L1 und L2. Meira musste nicht operiert werden. Am Ende der Saison belegte er den 28. Gesamtrang. 2010 kehrte Meira in das Foyt-Cockpit zurück und erzielte direkt beim Auftaktrennen in São Paulo als Dritter eine Podest-Platzierung. Ohne weitere Podest-Platzierungen belegte er am Saisonende den zwölften Gesamtrang. 2011 blieb Meira bei A. J. Foyt Enterprises. Er schloss die Saison mit einem fünften Platz als bestes Ergebnis auf dem 16. Platz in der Fahrerwertung ab. Foyt und Meira lösten ihren Vertrag zum Saisonende 2011 auf.
2012 verließ Meira die IndyCar Series und kehrte nach Brasilien zurück. Er tritt dort in der Tourenwagenserie Stock Car Brasil in einem Chevrolet für Officer ProGP an.

## Persönliches
Vitor Meira ist auch als Triathlet aktiv und startete er im November 2010 in Florida bei der Triathlon-Weltmeisterschaft auf der halben Ironman-Distanz (Ironman 70.3: 1,9 km Schwimmen, 90 km Radfahren und 21,1 km Laufen) und beendete das Rennen nach 4:47 Stunden. 2011 nahm er am Ironman Hawaii teil und wurde 1486. von 1918 gestarteten Teilnehmern.
Seit April 2011 ist Meira Vater einer Tochter.

## Statistik

### Karrierestationen
| - 1990–1995: Kartsport - 1995: Britische Formel Ford, Winterserie (Meister) - 1996: Britische Formel Ford (Platz 4) - 1997: Britische Formel Ford (Platz 6) - 1998: Britische Formel Renault (Platz 4) - 1999: Südamerikanische Formel 3 (Platz 6) - 2000: Südamerikanische Formel 3 (Meister) - 2001: Euro Formel 3000 (Platz 5) - 2001: Südamerikanische Formel 3 (Platz 18) | - 2001: Italienische Formel 3, Federal (Platz 5) - 2002: Indy Racing League (Platz 25) - 2002: Euro Formel 3000 - 2003: IndyCar Series (Platz 22) - 2004: IndyCar Series (Platz 8) - 2005: IndyCar Series (Platz 7) - 2006: IndyCar Series (Platz 5) - 2006: ALMS, LMP1 (Platz 16) - 2007: A1GP | - 2007: IndyCar Series (Platz 12) - 2007: AMLS, LMP2 - 2008: IndyCar Series (Platz 13) - 2008: Rolex Sports Car Series, DP (Platz 54) - 2009: IndyCar Series (Platz 28) - 2010: IndyCar Series (Platz 12) - 2011: IndyCar Series (Platz 16) - 2012: Stock Car Brasil |

### Einzelergebnisse in der IndyCar Series
| Saison | Team                   | 1      | 2      | 3       | 4       | 5       | 6       | 7       | 8       | 9       | 10      | 11      | 12      | 13      | 14      | 15      | 16      | 17      | 18     | 19      | Punkte | Rang |
| ------ | ---------------------- | ------ | ------ | ------- | ------- | ------- | ------- | ------- | ------- | ------- | ------- | ------- | ------- | ------- | ------- | ------- | ------- | ------- | ------ | ------- | ------ | ---- |
| 2002   | Team Menard            | HMS    | PHX    | FON     | NZR     | INDY    | TXS     | PPI     | RIR     | KAN     | NSH     | MIS     | KTY 15  | STL 9   | CHI 8   | TX2 3   |         |         |        |         | 96     | 25.  |
| 2003   | Team Menard            | HMS    | PHX    | MOT     | INDY 12 | TXS 12  | PPI 16  | RIR 22  | KAN 20  | NSH 19  | MIS 21  | STL 9   | KTY DNS | NZR     | CHI     | FON 11  | TX2 4   |         |        |         | 170    | 22.  |
| 2004   | Rahal Letterman Racing | HMS    | PHX    | MOT 17  | INDY 6  | TXS 6   | RIR 2   | KAN 2   | NSH 12  | MIL 5   | MIS 5   | KTY 7   | PPI 7   | NZR 10  | CHI 5   | FON 21  | TX2 4   |         |        |         | 376    | 8.   |
| 2005   | Rahal Letterman Racing | HMS 4  | PHX 11 | STP 5   | MOT 15  | INDY 2  | TXS 9   | RIR 20  | KAN 3   | NSH 16  | MIL 9   | MIS 14  | KTY 2   | PPI 5   | SNM 9   | CHI 7   | WGL 18  | FON 3   |        |         | 422    | 7.   |
| 2006   | Panther Racing         | HMS 16 | STP 5  | MOT 10  | INDY 10 | WGL 2   | TXS 6   | RIR 2   | KAN 3   | NSH 3   | MIL 15  | MIS 2   | KTY 6   | SNM 3   | CHI 6   |         |         |         |        |         | 411    | 5.   |
| 2007   | Panther Racing         | HMS 4  | STP 16 | MOT 17  | KAN 8   | INDY 10 | MIL 5   | TXS 5   | IOW 9   | RIR 9   | WGL 17  | NSH 10  | MDO 17  | MIS 18  | KTY 10  | SNM 9   | DET 15  | CHI 18  |        |         | 334    | 12.  |
| 2008   | Panther Racing         | HMS 10 | STP 19 | MOT1 16 | LBH1    | KAN 22  | INDY 2  | MIL 22  | TXS 7   | IOW 15  | RIR 20  | WGL 22  | NSH 6   | MDO 6   | EDM 19  | KTY 4   | SNM 7   | DET 17  | CHI 27 |         | 324    | 13.  |
| 2008   | A. J. Foyt Enterprises |        |        |         |         |         |         |         |         |         |         |         |         |         |         |         |         |         |        | SRF2 14 | 324    | 13.  |
| 2009   | A. J. Foyt Enterprises | STP 9  | LBH 14 | KAN 22  | INDY 21 | MIL INJ | TXS INJ | IOW INJ | RIR INJ | WGL INJ | TOR INJ | EDM INJ | KTY INJ | MDO INJ | SNM INJ | CHI INJ | MOT INJ | HMS INJ |        |         | 62     | 28.  |
| 2010   | A. J. Foyt Enterprises | SAO 3  | STP 15 | ALA 18  | LBH 11  | KAN 10  | INDY 27 | TXS 10  | IOW 7   | WGL 19  | TOR 11  | EDM 16  | MDO 15  | SNM 15  | CHI 9   | KTY 23  | MOT 17  | HMS 6   |        |         | 310    | 12.  |
| 2011   | A. J. Foyt Enterprises | STP 8  | ALA 12 | LBH 9   | SAO 17  | INDY 15 | TXS1 8  | TXS2 11 | MIL 24  | IOW 18  | TOR 5   | EDM 12  | MDO 10  | NHA 10  | SNM 22  | BAL 9   | MOT 25  | KTY 16  | LSV C  |         | 287    | 16.  |

(Legende)
1 Die Rennen fanden am selben Tag statt.
2 Es wurden keine Punkte vergeben.